# ایرنه کابا آلبا
ایرنه کابا آلبا (اسپانیایی: Irene Caba Alba‎؛ ‏ ۲۵ اوت ۱۹۰۵ – ۱۴ ژانویهٔ ۱۹۵۷) بازیگر اهل آرژانتین بود.
از فیلم‌ها یا برنامه‌های تلویزیونی که وی در آن نقش داشته‌است می‌توان به گردباد اشاره کرد.